# Энаке, Габриэл
Габриэл Никола́е Э́наке (рум. Gabriel Enache; 18 августа 1990, Миовени, Румыния) — румынский футболист, защитник. Выступал за сборную Румынии.

## Карьера
Зимой 2018 года перешёл в «Рубин». Дебютировал в российской премьер-лиге 2 марта 2018 года в матче против махачкалинского «Анжи».
19 сентября 2019 года Энаке подписал двухлетний контракт с румынским клубом «Астра».
28 февраля 2020 года стал игроком казахстанского клуба «Кызыл-Жар СК».
В сентябре 2020 года покинул «Кызыл-Жар СК» и позже стал игроком «Стяуа», за который сыграл всего 1 матч.
1 января 2021 года стал свободным агентом.
5 марта 2021 года подписал контракт с казахстанским клубом «Жетысу».

## Достижения
- Чемпион Румынии: 2016
- Обладатель Кубка Румынии: 2014
- Обладатель Суперкубка Румынии: 2014